# Bulbophyllum weinthalii
Bulbophyllum weinthalii är en orkidéart som beskrevs av Richard Sanders Rogers. Bulbophyllum weinthalii ingår i släktet Bulbophyllum och familjen orkidéer.

## Underarter
Arten delas in i följande underarter:
- B. w. striatum
- B. w. weinthalii